# Е-24-А1
Е-24-А1 је српска ракета ваздух-земља.

## Опис
Ракета је намењена уништавању директно видљивих земаљских стационираних или споро покретљивих циљева, попут бункера, утврђених објеката или тенкова. Управљање ракетом иде преко елерона, а навођење командно преко радио линка.
Ракета би могла да буде интегрисана на модернизовани Ј-22 Орао 2.0.